# تاون ان کانتری (فلوریدا)
تاون ان کانتری (به انگلیسی: Town 'n' Country) یک منطقهٔ مسکونی در ایالات متحده آمریکا است که در شهرستان هیلزبرو، فلوریدا واقع شده‌است. تاون ان کانتری ۶۲٫۵ کیلومتر مربع مساحت و ۷۸٬۴۴۲ نفر جمعیت دارد و ۱٫۸۳ متر بالاتر از سطح دریا قرار دارد.